# Đức Nữ Trung gian

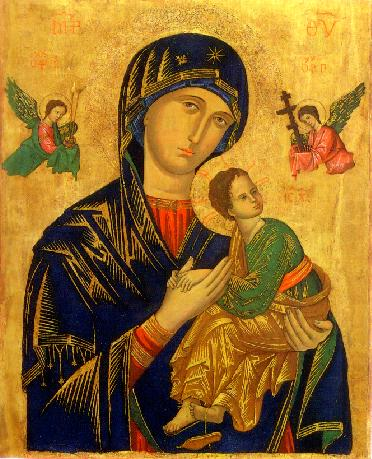
Đức Mẹ Hằng Cứu Giúp, một tước hiệu cho thấy niềm tin vào sự cầu bầu của Đức Maria.

Nữ trung gian là một tước hiệu được dành cho Đức Maria với vai trò người là trung gian của ân sủng. Vai trò trung gian của Maria có hai khía cạnh. Trong thần học Công giáo cho rằng kể từ khi hạ sinh Đức Giêsu (Đấng Cứu chuộc, nguồn mạch của mọi ân sủng) thì Đức Maria đã trở thành kênh dẫn đưa mọi ân sủng đến cho nhân loại. Ý kiến thứ hai cho là: Khi Đức Maria lên trời thì mọi ân sủng mà nhân loại nhận được đều có sự cộng tác và chuyển cầu của Mẹ Maria.
Ở khía cạnh thứ nhất: Đức Maria tự nguyện cộng tác với Thiên Chúa như ưng thuận với mầu nhiệm Nhập thể, hạ sinh con và chia sẻ với Con tức Giêsu trong tinh thần những vất vả của cuộc khổ nạn và tử nạn. Tuy nhiên, chỉ mình Đức Kitô là người thật sự dâng hy lễ chuộc tội trên thập giá. Còn Đức Maria chỉ có vai trò nâng đỡ Người về mặt tinh thần trong hành vi đó. Bởi thế, bà không đủ tư cách được gọi là "tư tế" như một vài văn kiện Rôma đã gọi. Công đồng Florencia năm 1441 giải thích Đức Kitô "đã một mình chiến thăng kẻ thù của nhân loại". (Denzingger 1347). Cũng vậy chỉ mình Đức Kitô đã giành được ơn cứu chuộc cho toàn thể nhân loại, trong đó có cả Đức Maria. Do đó, vai trò của bà Maria trong công cuộc cứu chuộc khách quan của Đức Kitô chỉ có tính cách gián tiếp và xa xa, xuất phát từ thái độ tự nguyện hiến thân phục vụ Đức Kitô. Các sách Tin Mừng ghi nhận dưới chân thập giá, bà đã đau khổ và hy sinh cùng với con, nhưng luôn lệ thuộc vào con đến nỗi sự hiến dâng của bà có hiệu quả được cũng là nhờ sự tự hiến của người con.
Ở khía cạnh thứ hai: Đức Maria cộng tác bằng cách lấy tình mẫu tử chuyển cầu cho nhân loại được hưởng ơn cứu chuộc của Đức Kitô, còn gọi là công cuộc cứu chuộc chủ quan. Điều này không có nghĩa là các tín hữu muốn được ơn gì cũng phải cầu nguyện qua trung gian Đức Maria, hay sự chuyển cầu của bà tự thân là điều kiện cần thiết để Chúa ban ân phúc nhưng hàm ý rằng theo sự sắp xếp đặc biệt của Thiên Chúa, bà ban những ơn mà Đức Kitô đã giành được qua lời chuyển cầu trung gian của Đức Maria, Mẹ Đức Kitô.
Đức Nữ Trung gian là một danh hiệu có từ khá xưa đã được sử dụng bởi một số thánh, ít nhất là từ thế kỷ thứ 5. Việc dùng danh hiệu này có phần tăng lên trong thời Trung Cổ và đạt mức phổ biến tối đa trong các tác phẩm của thánh Louis de Montfort và Alphonsus Liguori vào thế kỷ 18. Các vị giáo hoàng gần đây và Công đồng Vatican II đều hậu thuẫn cho danh xưng "Nữ trung gian" này. Truyền thống giáo phụ cũng hiểu sự trung gian của Đức Maria theo chiều hướng đó.